# や団
や団（やだん）は、ソニー・ミュージックアーティスツ（SMA NEET Project）に所属するお笑いトリオ。キングオブコント2022 - 2024ファイナリスト。

## メンバー

### 現メンバー
本間 キッド（ほんま キッド、1982年12月23日 - ）（42歳）
ツッコミ（ネタによってボケ）・ネタ作り担当。旧芸名及び本名、本間 徹哉（ほんま てつや）。埼玉県富士見市出身、日本大学国際関係学部
卒業。身長168 cm、体重60 kg。血液型AB型。
事務所の先輩であるハリウッドザコシショウの命名により、2016年10月から芸名を「本間キッド」に変更。由来は「ダイナマイト・キッド」。
趣味はプロレス・格闘技観戦、Tシャツ収集。特技は柔道（弐段）、ブラジリアン柔術、グラップリングなどの格闘技。お笑いプロレス「西口ドア」に「獣珍サンダーライガー」として参戦していたが、2020年2月を以て引退。
小学生時代の夢はプロレスラーだったが、中学時代に『ボキャブラ天国』（フジテレビ）が好きで、特にネプチューンを好んでいたことから芸人の道を選んだ。
中嶋 享（なかしま とおる、1982年6月23日 - ）（43歳）
ボケ（ネタによってツッコミ）・リーダー担当。埼玉県三芳町出身、日本大学卒業。身長171 cm、体重60 kg。血液型A型。
特技はバスケットボール。趣味はラーメン屋めぐりで、Twitterで日々行ったラーメン屋についてツイートしている。バイト先もラーメン屋である。
ロングサイズ伊藤（ロングサイズいとう、1981年3月22日 - ）（44歳）
ボケ・演技担当。本名、伊藤 和希（いとう かずき）。神奈川県出身、東京実業高等学校卒業。東京ビジュアルアーツ中退。身長183 cm、体重74 kg、血液型A型。
趣味はスポーツ全般、特技はハーモニカ。
テレビでのダウンタウンを観てお笑いに興味を持ち、高校卒業後の19歳時点でNSCへ入学（東京校6期）。芸名の候補には「ワンダーボーイ」「ワンダーボーイ伊藤」などがあったが、最終的に現在のもので決めた。

### 旧メンバー
海野 健太郎（うみの けんたろう、1983年3月31日 - ）（42歳）
ボケ担当。茨城県出身、血液型AB型。
伊藤と入れ替わりの形で2007年に脱退、同時に芸能界を引退した。

## 概要・芸風
本間と中嶋は小学校6年から中学時代まで同じクラスだった。中学3年時に3on3の大会に出るグループ名として、カタカナ書きの「ヤ団」が誕生。大学4年の頃、やることもなく町をうろつきながら動画を撮影していた際、本間と高田馬場にあるラーメン屋に入る。この店が「渡なべ」という名前で、ひらがなと漢字の組み合わせがしっくりきたことから「ヤ」をひらがなにした。トリオ名の由来は毛利元就の三本の矢、というのは後に先輩の発案を拝借しただけでデマである。アクセントは「ジダン」と同じ。
同じ大学へ進学したが、学部の違いから本間は静岡へ向かう。一方で東京の中嶋は大学1年の頃からお笑いを志したが、漫才コンビを組みたいと考えていた本間が静岡にいることから叶わず、海野を相方に選ぶ。しかし本間の事を諦めたわけではなく、静岡に時々顔を出すことで関係を繋ぎ止めていた。またトリオで活動するのを見越して、海野を通じて本間をコンサートに誘うなどして親交を深めていった。静岡にいた本間はお笑いやミュージシャンなど表現の仕事に携りたいと考えていたが、親には打ち明けられず就職活動に励んで実際に就職先の研修にも足を運んだ。しかし大学卒業と共に就職を擲って東京に戻り、や団を結成するに至ったという。
当初はフリーで活動していたが事務所入りを検討する時期になり、ネプチューンが好きだったことからワタナベエンターテインメントを目指す。しかし別の芸人から設立されたばかりのSMAを勧められ、実際にSMAで面接に立ち会ったのが日大の先輩である平井精一であったことから、2005年4月からSMA NEET Projectに所属する運びとなる。他事務所からの移籍者が多かったSMAの中では数少ない、生え抜き組であった。
スタート時は本間・中嶋・海野によるトリオで事務所ライブにおけるトップ集団での常連であったが、2007年、（留年を重ね）大学卒業を機に就職・結婚を機に海野が脱退。トリオでの活動は続けたいと考えていたところ、面接でもアドバイスを受けた平井からピン芸人として活動していた海野と同じ身長であった伊藤の存在を知らされる。伊藤は一時期NSCに入学していたが、勉強してまでお笑いをすることに違和感を覚え2か月で中退。以降は就職していたがお笑いを諦めきれず、SMA NEET Projectに在籍していた。当初はフリップ芸などを行なっていたが、事務所ライブでは最下位にいた。そのため平井が伊藤を紹介した当時は「辞めてしまうかもしれない」という状態であった。こうして伊藤が加入し、現在のメンバーとなる。
芸風は主にコント。本間の好みで、ザ・クロマニヨンズの「弾丸ロック」をもじった「弾丸コント」というキャッチコピーをつけている。ロングと本間がコント形式のボケを演じ中嶋がツッコミを入れるという形式が多かったが、最近は本間がツッコミを担うネタが大半である。キングオブコントには2008年大会から出場し続け、2009・2014・2016〜2019準決勝進出。2019年は所属事務所唯一のセミファイナリストだった。2022年大会で念願の決勝進出を果たし、第3位となった。続く2023年・2024年大会でも決勝に進出しており、好成績を残している。

## 賞レースでの戦績
- キングオブコント

| 年度           | 結果         | 備考                                               |
| -------------- | ------------ | -------------------------------------------------- |
| 2008年(第1回)  | 1回戦敗退    |                                                    |
| 2009年(第2回)  | 準決勝進出   |                                                    |
| 2010年(第3回)  | 2回戦敗退    |                                                    |
| 2011年(第4回)  | 3回戦敗退    |                                                    |
| 2012年(第5回)  | 準々決勝進出 |                                                    |
| 2013年(第6回)  | 1回戦敗退    |                                                    |
| 2014年(第7回)  | 準決勝進出   |                                                    |
| 2015年(第8回)  | 2回戦敗退    |                                                    |
| 2016年(第9回)  | 準決勝進出   |                                                    |
| 2017年(第10回) | 準決勝進出   |                                                    |
| 2018年(第11回) | 準決勝進出   |                                                    |
| 2019年(第12回) | 準決勝進出   |                                                    |
| 2020年(第13回) | 準々決勝進出 |                                                    |
| 2021年(第14回) | 準々決勝進出 |                                                    |
| 2022年(第15回) | 決勝3位      | 決勝キャッチコピー「不屈の弾丸コント15度目の正直」 |
| 2023年(第16回) | 決勝5位      | 決勝キャッチコピー「リベンジに燃える劇場キング!」  |
| 2024年(第17回) | 決勝4位      | 決勝キャッチコピー「狂い咲きコントドランカー」     |

- R-1ぐらんぷり
  - 2010年 2回戦進出（や団・本間徹哉）
  - 2011年 1回戦敗退（ロング君はい!）、2回戦進出（や団本間徹哉）
  - 2012年 1回戦敗退（長尺いとう、本間ンチェスター・ユナイテッド）
  - 2013年 1回戦敗退（や団中嶋、ロングサイズ本気モード）、2回戦進出（本間キッド）
  - 2014年 1回戦敗退（ファイナルチャレンジ伊藤、本間キッド）
  - 2015年 1回戦敗退（ファイナルチャレンジリターンズ伊藤）、2回戦進出（本間キッド）、
  - 2016年 1回戦敗退（本間Aキッド）
  - 2017年 準々決勝進出（本間キッド）
  - 2018年 1回戦敗退（一回戦突破イトウ君）、2回戦進出（本間キッド）
  - 2019年 1回戦敗退（2回戦までの計算式は出た! イトウ）、2回戦進出（本間キッド）
  - 2020年 1回戦敗退（ジェームズ小野田伊藤）、2回戦進出（本間キッド）
  - 2024年 1回戦敗退（本間キッド）、2回戦進出（伊藤和希42歳男）
  - 2025年 2回戦進出（去年のR-1の成功者伊藤）、準々決勝進出（本間キッド）
- M-1グランプリ
  - 2015年 2回戦進出
  - 2016年 3回戦進出[16]
  - 2020年 1回戦敗退
- THE MANZAI2011
  - 1回戦敗退
- その他
  - 第一回コント新人大賞 決勝進出（3位）
  - 2011年 第5回SMAホープ大賞 優勝
  - 2019年 第13回SMAホープ大賞 優勝
  - ツギクル芸人グランプリ2019 決勝進出
  - 2020年 第14回山-1グランプリ 優勝
  - 2020年 第14回SMAホープ大賞 優勝
  - ツギクル芸人グランプリ2021 決勝進出
  - 2022年 Be-1グランプリ2022 準決勝進出（本間キッド）
  - 2022年 第1回G-1グランプリ 決勝進出
  - 2023年 第11回 ゴッドタン｢ネタギリッシュNIGHT｣ 優勝
  - 2025年 ネタパレニューイヤーGP 優勝

## テレビ出演
- エンタの天使（日本テレビ） キャッチコピーは「ノンストップの三団銃」
- ワッチミー!TV（フジテレビ）
- 爆笑オンエアバトル（NHK）戦績1勝1敗 最高377KB
- オンバト+（NHK） 戦績5勝5敗 最高521KB
- お笑い図鑑 ハマヌキ（tvk）
- 湘南少女 episode2 〜大人と少女のあいだ〜（ジェイコムチャンネル）2011年5月3日放送 - 伊藤がヒロインの相手役を演じている。
- ぐるぐるナインティナイン（日本テレビ） 「おもしろ荘へいらっしゃい!」コーナー
- お願い!ランキング（テレビ朝日）2014年2月3日放送 - 「年収100万円以下芸人 勝ち抜きネタバトル 切実! マネーリング!」出演
- ○○万円あったら××できるでしょ?（テレ朝チャンネル1）2014年7月6日放送 - や団にとって初のロケ番組
- 速報!有吉のお笑い大統領選挙2014（テレビ朝日）2014年12月29日放送
- 起笑転結（日本テレビ）2015年4月20日放送
- 東京撫子（とうきょうなでしこ）～episode5 理想の彼氏～（テレビ東京）2015年5月3日放送  - 本間が彼氏役として出演したミニサイレントドラマ。
- デリ芸（関西テレビ）2015年5月12日放送
- サンバリュ（日本テレビ）2015年5月17日放送
- 輝け!ギャラ3000円芸人（BSスカパー!）2015年7月21日放送
- タモリ倶楽部（テレビ朝日）伊藤が空耳アワーの映像に度々出演。
- とんねるずのみなさんのおかげでした（フジテレビ）2016年3月24日放送  -「第22回細かすぎて伝わらないモノマネ選手権」に本間がリングアナ役として中邑珍輔と共に初出場。本間はのちに蛾野正洋と共に獣神サンダー・ライガーのまねを披露した。
- 特捜警察ジャンポリス（テレビ東京）2016年7月8日、9月2日、10月7日放送  - ギフト☆矢野と共に「ジャンポリ相撲部」として伊藤・本間が出演。2017年からは中嶋も参加。
- ウチのガヤがすみません!（日本テレビ）2018年7月31日放送  - 本間のみ
- ネタパレ（フジテレビ）2018年9月14日、2022年10月28日、12月2日放送
- 祭nine.の放課後大作戦（2019年1月 - 7月、BSスカパー!） - 本間は先生役、伊藤は男子生徒役、中嶋はお嬢様生徒役で出演。
- 有田ジェネレーション（TBS）2019年5月13日放送 - 中澤滋紀P（ハリウッドザコシショウ）激推し芸人の内の一組として出演
- 前人未答～過酷すぎて誰もやらない挑戦～（フジテレビ）2020年1月1日放送 - 事務所の先輩である西村瑞樹（バイきんぐ）と共に、都内の階段を5日間でエベレスト登頂分上るという過酷なロケに挑戦。西村からボケたことに対しての強烈なダメ出しも受けながら見事目標を達成し、番組内の賞「前人未答賞」も受賞。理由は伊集院光曰く「多分、映らないところで映せないような目に遭ってるだろうから」。
- ダウンタウンのガキの使いやあらへんで!（日本テレビ）- 2020年1月26日放送 -「第31回ガキの使い大新年会!!」内、「第14回山-1グランプリ」にて優勝。
- バナナサンド（TBSテレビ）- 2020年11月25日放送 -「ヤーを僕らに下さい選手権」
- 水曜日のダウンタウン（TBSテレビ）- 2020年12月23日放送-『「今から行くから待ってろ!」と電話でキレてきた相手がその怒りそのままでやってきたとき、どんなにおかしな姿でもそこには触れられない説』 - 本間のみ、2025年5月14・21日放送-『代役MCホントドッキリ』 - 中嶋のみ
- シンソウ坂上SP（フジテレビ）- 2021年3月25日放送
- GO TV 〜私たちこれでメシ食ってきます〜5（TOKYO MX）- 2021年3月28日放送
- そろそろ にちようチャップリン（テレビ東京）- 2021年5月22日・29日放送「SMAvs浅井企画 事務所対抗ネタバトル 前半戦」
- ツギクル芸人グランプリ（フジテレビ）- 2021年9月18日放送
- 中居正広の金曜日のスマイルたちへ（TBSテレビ）- 2022年5月6日放送「SMA芸人大集合SP」
- 出没!アド街ック天国（テレビ東京）- 2022年7月16日放送 - 「千川•要町」
- ZIP!（日本テレビ）- 2022年8月3日放送-ミニドラマ「泳げ!ニシキゴイ」第12話 - 伊藤のみ
- ぴったり にちようチャップリン（テレビ東京）- 2022年8月6日・13日放送「若手とおじさんが世紀の大激突! ツギクル芸人vs G-1芸人」
- ラヴィット!（TBSテレビ）- 2022年10月12日放送、スタジオゲスト
- 千原ジュニアの座王（関西テレビ・フジテレビ系列）
- 有吉ゼミ（日本テレビ）- 2022年11月21日
- 白黒アンジャッシュ（千葉テレビ）- 2023年2月21日・28日放送
- わらたまドッカ〜ン（NHK Eテレ）- 2023年4月27日放送
- 八千代コースター（NST 新潟総合テレビ）- 2024年12月7日放送

## CM
- パイロットコーポレーション「アクロボール」（合コン編）

## ラジオ出演
- マイナビ Laughter Night（TBSラジオ、2017年11月24日 ）
- 逆襲ザコシのチョゲチョゲPARK（JFN PARK） - 本間のみ
- や団のGERA SPECIAL→や団の弾丸ラジオ（お笑いラジオアプリGERA、2022年9月22日 - 2024年7月25日）[17][18]
- 百山月花のムーンジックラジオ（市川うららFM、2022年12月26日  - 中嶋のみ）

## 映画出演
- 祭りの後は祭りの前（2020年3月6日公開） -本間のみ。「祭nine.の放課後大作戦」で共演した祭nine.主演映画に先生役で出演。

## 舞台・ライブ
- 「ロビンソンズツーマンライブ第一弾 「VSや団」」渋谷Loft9（2021年3月17日、ワタナベエンターテインメント所属・ロビンソンズとのツーマンライブ[19][20][21]）
- 真夏のや団（2022年7月16日、座・高円寺2[22]）
- ベストのや団（2022年12月1日、角筈区民ホール）ゲスト：西村瑞樹（バイきんぐ）[23]
- 高円寺リベンジ（2023年7月13日、座・高円寺2[24][25]）

## DVD
- ベストのや団（2023年2月22日、コンテンツリーグ[26]）